# Budești (gmina Diculești)
Budești – wieś w Rumunii, w okręgu Vâlcea, w gminie Diculești. W 2011 roku liczyła 346 mieszkańców.